# Junk Culture
Junk Culture és el cinquè disc del grup anglès de pop electrònic Orchestral Manoeuvres in the Dark. Fou publicat al mes d'abril del 1984.
Per millorar els resultats comercials del seu àlbum anterior (Dazzle Ships), OMD inclogueren al seu nou àlbum una col·lecció de temes ballables i radiofònics, que en les seves edicions com a senzills els retornaren als primers llocs de les llistes britàniques.
Amb Junk Culture, a més, el grup recuperà per a les seves cançons l'estructura "tradicional", que en discos anteriors havien intentat evitar. Tanmateix, encara hi va haver lloc per a l'experimentació sonora, com es pot comprovar en la peça que dona títol al disc, una mescla de ritmes electrònics amb regust de reggae i samples de tota classe -provinents majoritàriament de l'E-mu Emulator- o també en "Love and violence", un tema molt agressiu amb una base rítmica plena de percussions metàl·liques. Un altre element destacat és l'ús del sampler Fairlight CMI (per exemple, en el segon senzill, "Talking loud and clear") i de la caixa de ritmes Linn LM-1, que dinamitza el tercer senzill, "Tesla girls".
"Junk Culture" fou enregistrat als estudis Air (propietat de George Martin, l'exproductor de The Beatles), de l'Illa de Montserrat. L'ambient caribeny va influir en el so d'alguns temes, com "All wrapped up" o "Locomotion", el primer senzill.
En conjunt, es tracta d'un dels seus discos més accessibles, que possibilità el retorn d'OMD als primers llocs de les llistes de vendes europees.

## Temes

### CDV 2310
1. Junk culture - 4:08
2. Tesla girls - 3:51
3. Locomotion - 3:53
4. Apollo - 3:38
5. Never turn away - 3:57
6. Love and violence - 4:40
7. Hard day - 5:39
8. All wrapped up - 4:22
9. White trash - 4:35
10. Talking loud and clear - 4:22

## Senzills
1. Locomotion // Her body in my soul (2 d'abril de 1984)
2. Talking loud and clear // Julia's song (4 de juny de 1984)
3. Tesla girls // Telegraph (live) (28 d'agost de 1984)

## Dades
- Orchestral Manoeuvres in the Dark:

Paul Humphreys: Veu, Roland Jupiter 8, E-mu Emulator, Korg Micropreset, piano acústic, Fairlight CMI, celesta, Prophet 5.
Andrew McCluskey: Veu, baix, guitarra, Roland Jupiter 8, E-mu Emulator, Fairlight CMI, percussió llatinoamericana.
Martin Cooper: Prophet 5, E-mu Emulator, saxòfon tenor i soprano, Roland SH2, marimba.
Malcolm Holmes: Bateria acústica i electrònica, percussió llatinoamericana, caixa de ritmes.
- Músics addicionals:

Gordian Troeller: Piano a "Locomotion", Roland Jupiter 8 a "White trash".
Maureen Humphreys: Veu a "Tesla girls".
Brian Tench: Veus addicionals.
Secció de metalls a "Locomotion" i "All wrapped up": Jan Faas (trompeta), Jan Vennik (saxòfon tenor), Bart van Lier (trombó).
Arranjaments de metalls a "Locomotion" i "All wrapped up": Tony Visconti.
- Temes escrits per OMD excepte "Locomotion" (OMD/Troeller).
- Enregistrat als estudis Air Studios, Montserrat (enginyer de so: Steve 'Wolf' Jackson); ICP Studios, Brussel·les (enginyer de so: Michel Diericks); i Wisselord Studios, Hilversum (enginyers de so: Ronald Prent i Peter Wolliscroft). Mesclat als estudis Wisselord Studios, Hilversum (enginyers: Ronald Prent i Brian Tench).
- Produït per Brian Tench i OMD.